# (6613) Williamcarl
(6613) Williamcarl es un asteroide perteneciente al cinturón de asteroides, descubierto el 2 de junio de 1994 por Carl W. Hergenrother desde la Estación Astronómica Catalina, Arizona, Estados Unidos.

## Designación y nombre
Designado provisionalmente como 1994 LK. Fue nombrado por William Carl Hergenrother (n. 1946) quien es el padre del descubridor.

## Características orbitales
Williamcarl está situado a una distancia media del Sol de 3,162 ua, pudiendo alejarse hasta 3,720 ua y acercarse hasta 2,604 ua. Su excentricidad es 0,177 y la inclinación orbital 25,415 grados. Emplea 2053,55 días en completar una órbita alrededor del Sol.
Los próximos acercamientos a la órbita de Júpiter ocurrirán el 25 de marzo de 2035 y el 5 de junio de 2130.

## Características físicas
La magnitud absoluta de Williamcarl es 12,38. Tiene 19,338 km de diámetro y su albedo se estima en 0,082.